# Uchyłek Zenkera

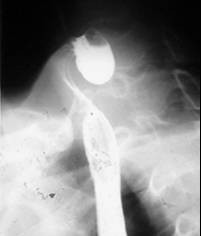
Radiologiczny obraz uchyłka Zenkera III stopnia.

Uchyłek Zenkera – pseudouchyłek powstający na granicy gardła dolnego i przełyku. Powstaje najczęściej na skutek zwiększonego oporu górnego zwieracza przełyku (ang. upper esophageal sphincter, UES), co doprowadza do zwiększonego ciśnienia w trakcie aktu przełykania i wypychania błony śluzowej i podśluzowej przez błonę mięśniową do przestrzeni pozagardłowej. 
Uchyłek umiejscawia się na ścianie tylnej w tzw. trójkącie Killiana. Należy do tzw. pseudouchyłków, tj. tworów nie posiadających ściany składającej się ze wszystkich warstw przewodu pokarmowego. Ściany uchyłka Zenkera zbudowane są tylko z błony śluzowej i błony podśluzowej.
Nazwa uchyłka jest eponimem upamiętniającym Friedricha Alberta von Zenkera, który opisał go w roku 1867 wraz z Hugo Wilhelmem von Ziemssen.  

## Objawy
Objawy kliniczne uchyłku Zenkera zależą od jego rozmiarów. Przy niewielkim uchyłku może występować uczucie przeszkody w gardle, uchyłek znacznych rozmiarów może powodować nawet całkowitą niedrożność przełyku. Najczęstszymi objawami są dysfagia (utrudnione połykanie) i zwracanie pokarmów, mogą występować także aspiracja treści pokarmowej do dróg oddechowych (zachłystywanie się), głośne szmery w okolicy szyi w czasie jedzenia, cuchnący zapach z ust. Jeżeli duży uchyłek uciska nerw krtaniowy wsteczny, może powodować chrypkę.

## Diagnostyka
Rozpoznanie uchyłku opiera się na zdjęciu RTG po podaniu kontrastu (papka barytowa) i badaniu endoskopowym górnego odcinka przewodu pokarmowego celem wykluczenia procesu nowotworowego.

## Leczenie
Metodą z wyboru jest usunięcie uchyłka i przecięcie mięśnia pierścienno-gardłowego (diwertikulotomia z miotomią) lub podszycie pseudouchyłka dnem do góry od strony zewnętrznej i przecięcie mięśnia (diwertikuloplastyka z miotomią).
Leczenie zachowawcze wdraża się w przypadku braku możliwości wykonania zabiegu. Stosuje się blokery kanałów wapniowych (np. werapamil), nitraty (nitrogliceryna) oraz toksynę botulinową wstrzykiwaną w okolicę górnego zwieracza przełyku, celem zmniejszenia jego napięcia.

## Historia
Uchyłek opisany został przez niemieckiego patologa Friedricha Alberta von Zenkera w 1877 roku.